# Conrad Quensel (naturaliste)
Pour les articles homonymes, voir Conrad Quensel.
Conrad Quensel est un naturaliste suédois, né le 10 décembre 1767 à Ausås, dans la commune d'Ängelholm et mort le 22 août 1806 au Château de Karlberg à Stockholm.

## Biographie
Il fait un voyage en Laponie en 1789 pour y observer le climat, et surtout pour récolter des papillons de la région pour le compte de Gustav von Paykull (1757-1826). À partir de 1791, il devient l’assistant de Carl Peter Thunberg (1743-1828) qui est conservateur des collections d’Uppsala. En 1798, il devient le conservateur de l’Académie royale des sciences de Suède où il succède à Anders Sparrman (1748-1820). Il fait paraître un catalogue en 1800 de deux cents poissons des collections. Il sollicite des dons de collectionneurs et il obtient ainsi des poissons de Carl Fredrik Gröndahl (1760-1816) et de Johan Erland Collnér (1776-1801).
Il commence à travailler à un grand projet d’histoire naturelle mais il meurt sans avoir pu le mener à son terme. Seuls deux volumes de Svensk zoologi paraissent en 1806 et 1823, avec des planches illustrées par Johan Wilhelm Palmstruch (1770-1811). Il participe au lancement d’un projet d’une flore de Suède, Svensk botanik, illustrée également par J.W. Palmstruch avec la collaboration du graveur Carl Wilhelm Venus (1770-1851).
Quensel obtient, grâce à un lobbying efficace, la sauvegarde de la riche collection du roi Adolphe Frédéric (1710-1771) et de la reine Louise Ulrike (1720-1782), restées sans soins après la mort du souverain. Cet ensemble contient notamment de nombreux types de Carl von Linné (1707-1778) qui avait utilisé ces spécimens dans plusieurs de ses ouvrages (notamment Systema Naturae). Des spécimens d’Albertus Seba (1665-1736) y étaient aussi conservés. Olof Peter Swartz (1760-1818) lui succède comme conservateur à l’Académie de Suède.

## Homonymie
À ne pas confondre avec son grand-père, l’astronome suédois Conrad Quensel (1676-1732).

## Source
- ÅHLANDER Erik, KULLANDER Sven O. & FERNHOLM Bo (1997). Ichthyological Collection Building at the Swedish Museum of Natural History, Stockholm. in Collection building in ichthyology and herpetology (PIETSCH T.W.ANDERSON W.D., dir.), American Society of Ichthyologists and Herpetologists : 13-25.  (ISBN 0-935868-91-7)